# Política econômica

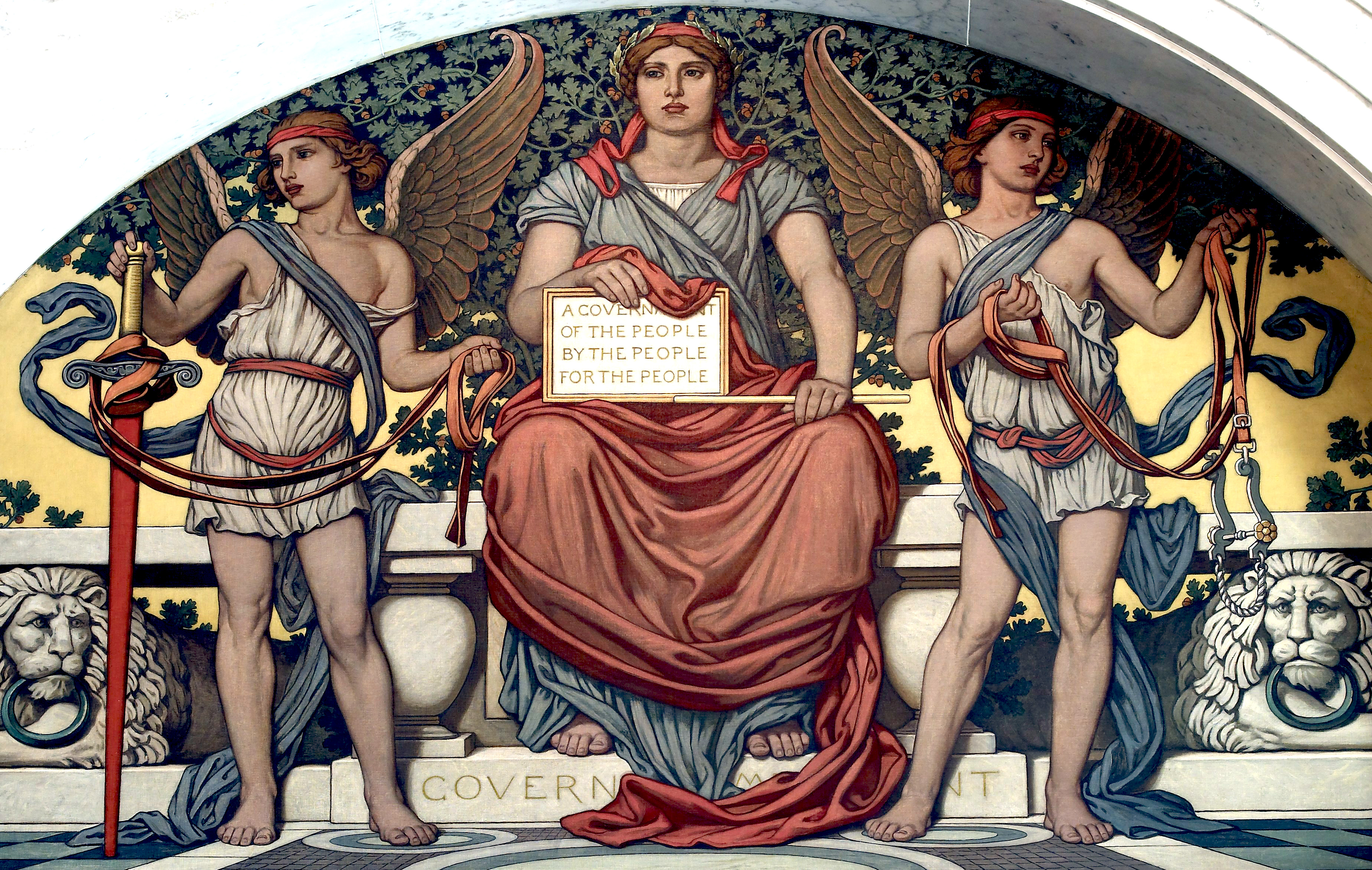
Detalhe de Governo, mural de Elihu Vedder no Lobby para a Sala Principal de Leitura da Biblioteca do Congresso Thomas Jefferson, em Washington, DC. A figura principal está sentada em cima de um pedestal onde se lê "governo", segurando uma tabuleta.

A política econômica consiste no conjunto de ações governamentais que são planejadas para atingir determinadas finalidades relacionadas com a situação econômica de um país, uma região ou um conjunto de países. Estas ações são executadas pelos agentes de política econômica, a saber: nacionalmente, o Governo, o Banco Central e o Parlamento e internacionalmente por órgãos como, por exemplo, o Fundo Monetário Internacional, o Banco Mundial e os Exim Banks. Cada vez mais, há uma interação com entidades multinacionais, pelo fato de a economia da maioria dos países encontrar-se globalizada.

## Classificação
Na aplicação das medidas explícitas, empreendidas pelo governo, a política econômica pode ser:
- Política Alocativa: Versa sobre a alocação dos recursos, de forma a atingir as metas estipuladas;
- Política Distributiva: refere-se às políticas de distribuição de renda, e suas peculiaridades;
- Política Estabilizadora: São políticas voltadas para estabilização da economia.

## Modalidades
Quanto à modalidade da política econômica, esta pode ser de natureza:
- Estrutural, quando visa, em longo prazo, a modificar a estrutura macroeconômica;
- Conjuntural, quando visa, em curto prazo, a administrar uma situação como depressão, hiperinflação ou escassez de produtos;
- Expansionista, quando visa à manutenção ou à aceleração de crescimento econômico.

## Instrumentos
- Política fiscal - Conjunto de decisões e ações relacionadas com as despesas, receitas dos governos federal, estadual e municipal.
- Política externa - Conjunto de medidas que tem, por finalidade, manter o equilíbrio do Balanço de Pagamentos, proteger determinados setores e desenvolver relações comerciais externas. Por sua vez, subdivide-se em
  - Política Cambial
  - Política Comercial.
- Política de rendas - Conjunto de medidas visando à redistribuição de renda e justiça social.
- Política monetária - Conjunto de medidas objetivando controlar o volume de liquidez (quantidade de dinheiro circulante) à disposição dos agentes econômicos.

## Política de estabilização macroeconômica
Política de estabilização tem o objetivo de estimular uma economia da recessão ou conter o excesso de inflação com a restrição a oferta de dinheiro.
- A política fiscal, com objetivo de guiar a economia através dos gastos do governo e impostos.

- Postura Fiscal: O tamanho do déficit ou superávit.
- Política sobre o imposto: Os impostos usados para coletar as receitas do governo.
- Os gastos do governo em qualquer área do governo

- A política monetária controla o valor da moeda, diminuindo a oferta de dinheiro e controlando a inflação e estimulando o crescimento econômico. Foco na quantidade de dinheiro em circulação e, consequentemente, as taxas de juros e inflação.

- As taxas de juros, se definida pelo Governo
- Políticas sobre rendimentos e controle de preços a imposição ao controle não-monetária sobre a inflação
- As reservas mínimas que afetam o multiplicador de dinheiro

## Programas de política econômica no Brasil
Durante sua História, o Brasil passou por vários Governos com variados programas de política econômica. Mas, no geral, todos os Governos realizam investimentos no desenvolvimento do país de forma constante, programados pelo Orçamento Anual da União. Porém, alguns programas ficaram mais famosos.
Um exemplo de política econômica bem-sucedida no Brasil foi o famoso Plano de Metas, do presidente Juscelino, executado entre 1956 e 1960. Este plano incentivou a indústria automobilística, a abertura de estradas e criou Brasília, entre outros acontecimentos.
Posteriormente, nos anos 1970, os governos militares ficaram famosos por incentivar o desenvolvimento do país, através da ideia do "Brasil Grande", com diversos investimentos em infraestrutura (abertura e asfaltamento de milhares de quilômetros de estradas, construção de usinas de energia como Itaipu e outras, a Ponte Rio-Niterói, aeroportos, portos, criação do Proálcool e da Telebrás etc.).
No Governo Itamar Franco, o Plano Real levou ao controle da inflação, ao controle dos gastos públicos desenfreados através da implantação da Lei de Responsabilidade Fiscal, e também incluiu a privatização de empresas estatais ineficientes, alavancando melhorias no Brasil. Houve investimento na duplicação de 1 300 quilômetros de rodovias entre Belo Horizonte e Florianópolis, e de trechos das rodovias BR-232 (140 quilômetros entre Recife e Caruaru) e BR-230 (132 quilômetros entre João Pessoa e Campina Grande), incrementando a economia da região Nordeste do Brasil. O Governo Fernando Henrique Cardoso asfaltou rodovias de terra da Região Norte do Brasil para melhorar a economia e a integração nacional: com a Venezuela, ao asfaltar a rodovia BR-174 (988 quilômetros ligando Manaus-Boa Vista-fronteira com Venezuela), e com o Peru e Bolívia, ao asfaltar a rodovia BR-317 (331 quilômetros ligando Rio Branco a Assis Brasil, na fronteira tríplice).
Já o Governo Lula lançou, em 2007, o Programa de Aceleração de Crescimento - PAC, um programa do Governo Federal englobando um conjunto de políticas econômicas planejadas para os 4 anos seguintes, destinando-se a acelerar o crescimento econômico do país.